# Цукровий буряк
Цукро́вий буря́к (Beta vulgaris saccharifera) — найважливіша в Україні технічна рослина, сировинна база цукрової промисловості; різновид буряка звичайного.
Його коренеплід, який досягає 500 г і більше ваги містить 11-19 % цукру. З цукрових буряків виробляють також патоку, з якої одержують спиртові дріжджі, гліцерин тощо. Гичку використовують як корми для свійських тварин.

## Історія
Цукрові буряки з'явився в результаті роботи селекціонерів. Першим той факт, що в буряці міститься цукор з'ясував в XVI ст. французький ботанік Олів'є де Серра, але на його відкриття майже не звернули уваги. Припущення про те, що цукор, який до того отримували з цукрової тростини, можливо виробляти також і з буряка, у 1747 році зробив німецький хімік Андреас Сигізмунд Маргграф. У той час вчений зміг встановити, що вміст цукру в кормових буряках становив 1,3 %. Для порівняння, у нинішніх сортах цукрових буряків, виведених селекціонерами, він перевищує — 20 %.
Відкриття Маргграфа зумів оцінити та вперше застосувати на практиці його учень Франц Карл Ахард, який  не тільки довів наукові припущення свого вчителя, але й зміг практично отримати солодкий продукт з буряків. Надалі він присвятив все своє життя отриманню цукру з буряків. На той час, торговці тростинним цукром дуже сполошилися і навіть запропонували Ахарду величезний хабар у 200 тисяч талерів — якби він погодився оголосити, що експеримент провалився. Але вчений виявив стійкість, від грошей — відмовився, і вже в 1801 році в Нижній Сілезії обладнав фабрику, де почали виробляти цукор з буряків.
Коли Франція в результаті Континентальної блокади 1806−1814 років залишилася без тростинного цукру, який раніше надходив до неї з колоній, Наполеон вирішив використати німецький винахід для налагодження виробництва цукру в промислових масштабах. До 1813 року кількість цукрових заводів, в одній лише Франції, сягнула — до 334.
Початок вирощування цукрових буряків в Україні припадає на 1820-ті роки. У 1840-х роках, Україна стала основним районом виробництва цукру, завдяки сприятливим ґрунтовим умовам, а також наявності поміщицьких маєтків і робочої сили. Посівна площа цукрового буряку зростала (у розрізі по роках; у 9 українських губерніях; у тис. га): 1880–90 pp. — 323; 1908–09 — 378; 1911–12 — 574; 1913 — 558, і вона вже становила 82 % посівної площі під цукровим буряком у Російській імперії (без Польщі).
Цукрові буряки були поширені у смузі Лісостепу на Правобережжі (Київська і Подільська губернія) та на Лівобережжі        (Сумщина). Найбільшу площу мали поміщицькі плантації, менше — заводські; селянські становили — до 20 %. Врожайність цукрових буряків за дореволюційних часів дорівнювала в середньому — 165 центнерів з 1 га, загальна продукція — близько 10 млн центнерів.
На території сучасних Росії та України цукрові буряки з'явився в першій половині XIX ст. Провідними цукрозаводчиками Російської імперії були такі підприємці, як Терещенко, Харитоненко, Ханенко, Бродські та Животовський.
Одним із перших, хто поставив вітчизняну селекцію цукрових буряків на наукову основу, був професор Харківського університету А. Є. Зайкевич. За його проєктом на українських землях була організована мережа дослідних полів і селекційних станцій, на яких було виведено перші вітчизняні сорти цукрових буряків, що за цукристістю переважали найкращі закордонні сорти.

### Цукрове буряківництво вУРСР
Після занепаду за революції посівна площа цукрових буряків невдовзі перевищила довоєнну (1928 — 630 000 га) і після нового занепаду під час Другої світової війни в 1950 році досягла стану 1940 року; значного зростання вона зазнала в 1960–1965 роках; a далі  — залишилася без змін. У тис. га: 1940 — 820; 1950 — 828; 1955 — 1 092; 1960 — 1457; 1965 — 1863; 1975 — 1769; 1980 — 1775; 1981 — 1742; до останнього часу вона становила — 49 % посівної площі цукрових буряків у всьому СРСР. Значно зросла посівна площа під цукровим буряком на Західній Україні: до 333 300 га на 1940 рік та до 346 700 га на 1964 рік.
За зонами: 77 % посівів цукрових буряків припадає на Лісостеп, 15 % — на Степ (переважно північний і центральний), 7 % — на Передкарпаття. Більше зріс валовий збір завдяки зростанню врожайності, як показано в Таблиці (також для всього СРСР): Валовий збір у тис. т:
1940 | 1971-1975 | 1976-1980 | 1981
(пересічно)
УРСР | 13052 | 45957 | 53891 | 36612
СРСР | 18018 | 75983 | 88732 | 60843
Урожайність з 1 га в центнерах
УРСР | 159 | 268 | 300 | 211
СРСР | 146 | 217 | 237 | 168
Валовий збір в Україні становив 60-61 % від всього СРСР і стояв на першому місці у світі. На колгоспи припадало 95,2 % всієї посівної площі, на радгоспи — 4,7 %.
Для збільшення врожайності впроваджувалася механізація обробки посівів, удосконалення насінницької справи, технології вирощування і переробки цукрового буряку. Наукові проблеми, пов'язані з буряківництвом, досліджував Всесоюзний науково дослідний Інститут Цукрових буряків у Києві та ряд наукових станцій, серед інших дослідницькі селекційні станції: Уладово-Люпинська, Білоцерківська, Веселоподолянська, Верхнянська; Ялтушівський та Уманський дослідно-селекційні пункти. В Україні були районовані такі сорти цукрового буряку: Верхняцький 031, 038 і 072, Рамонський 06, Ялтушинський однонасінний, Білоцерківський однонасінний.

### Цукрове буряківництво в сучасній Україні
| Найбільші виробники цукрових буряків (млн тонн, 2019 рік) | Найбільші виробники цукрових буряків (млн тонн, 2019 рік) |
| --------------------------------------------------------- | --------------------------------------------------------- |
| Росія                                                     | 54,4                                                      |
| Франція                                                   | 38,0                                                      |
| Німеччина                                                 | 29,7                                                      |
| США                                                       | 26,0                                                      |
| Туреччина                                                 | 18,1                                                      |
| Польща                                                    | 13,8                                                      |
| КНР                                                       | 12,3                                                      |
| Єгипет                                                    | 10,5                                                      |
| Україна                                                   | 10,2                                                      |
| Велика Британія                                           | 7,4                                                       |
| У світі                                                   | 278,5                                                     |
| Джерело: FAO                                              |                                                           |

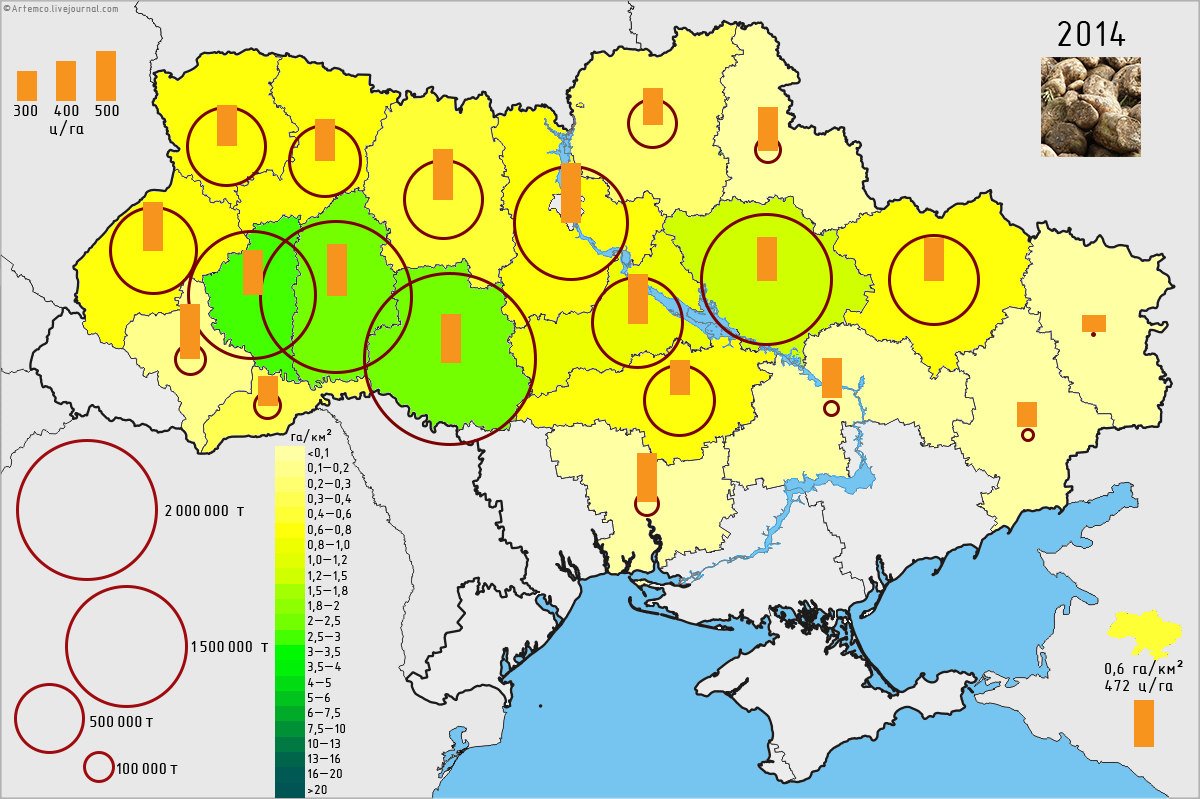
Виробництво цукрових буряків в Україні, 2014

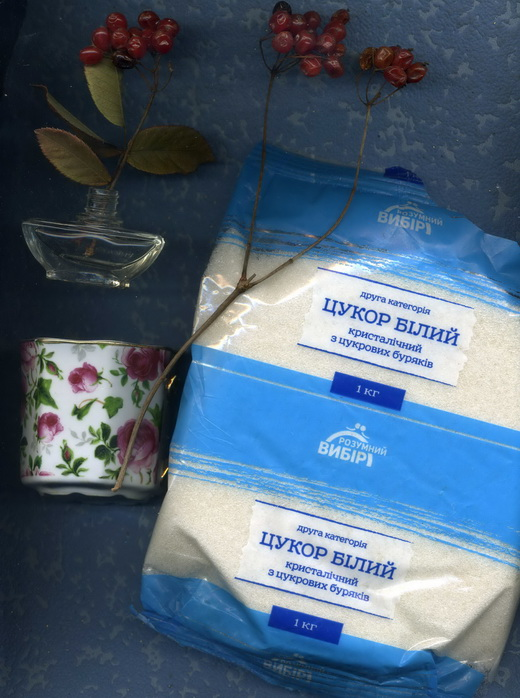
Продукт з цукрових буряків

З 2000 року виробництво цукрових буряків в Україні скоротилося майже на 25 %: з понад 13 млн тонн до менш ніж 10 млн тонн. Найбільше виробництво з 2000 по 2022 рік було зафіксовано у 2006 році — 22,4 млн тонн. Найменше у 2020 році — 9,1 млн тонн. Однак, в результаті  суттєвого підвищення рівня середньої врожайності цукрових буряків, останніми роками в Україні спостерігається певна стабілізація виробництва. 
У 2022 році цукрові буряки у промислових масштабах вирощувались у 14 областях України, головні посіви були зосереджені у 6 областях (більше 70 % посіву). Найбільш великі площі під цукровий буряк відвели наступні області: Вінницька — 44,0 тис. га (-5,0 тис. га до 2021 р.), Хмельницька, Полтавська та Тернопільська. Посівні площі під цукрові буряки у 2022 році склали 178 тис. га, що на 48 тис. га менше ніж у 2021 року (226 тис. га). За 2022 рік на 23 заводах України було перероблено майже 9 млн т цукрових буряків, що більш ніж на 1 млн т менше у порівнянні з 2021 роком (10,15 млн т; 2020 р. — 8,7 млн т, 2019 р. —  9,84 млн т). 
Окрім того, в 2022 році, вперше, середня урожайність вирощування цукрових буряків фабричних досягла досить високого рівня — 54,1 тонни з 1 га.
За даними Мінагрополітики України, площа цукрових буряків в 2023 році склала 249,9 тис. га, проти 180,6 тис. га торік (за іншими відомостями в 2022 році заявлена площа посівів складала — 178 тис. га).

## Шкідники
Шкідниками цукрових буряків є: бурякова мінуюча міль, буряковий довгоносик-стеблоїд, довгоносик буряковий звичайний, довгоносик чорний буряковий, довгоносик сірий буряковий, західна бурякова муха, північна бурякова муха, сліпняк буряковий. Вагомий внесок у вивчення шкідників цукрового буряку та розробку заходів боротьби з ними зроблено українським ентомологом О. Й. Петрухою.